# Samuel Nicholas
Samuel Nicholas, ameriški častnik marincev, * 1744, Filadelfija, Pensilvanija, ZDA, † 27. avgust 1790, Filadelfija. 